# Црква Сабора Срба Светитеља у Штутгарту
Црквена општина за Баден-Виртемберг са седиштем у Штутгарту, основана је 1971. године. Постављењем првог пароха свештеника Озрена Туцакова за Баден-Виртемберг

## Историја
У Штутгарту је 1971. године практично основана црквена општина и парохија. Црквена општина је регистрована сагласно Уставу Српске православне цркве, а у складу са важећим законодавством земље Њемачке. Матичне књиге воде се од 1978. године. Има три парохије и два Храма у своме власништву. Друга штутгартска парохија је основана 2003. године на предлог Епископа средњоевропског Константина, а трећа штутгартска парохија 30. новембра 2013. године одлуком Његове Светости Патријарха српског Иринеја, администратора Епархије средњоевропске.

## Парохијски храм
Парохијски храм и црквени центар у Штутгарту, купљени су од Методистичке цркве и преуређени за нову намену. Храм је освећен великим освећењем 17. маја 1992. године од Епископа средњоевропског Константина. Посвећен је Сабору Срба светитеља. Духовни центар у Штутгарту, као седиште парохије, од посебног је значаја. Јер је овде и духовни и административни центар из којега се припрема и спроводи мисија на целом подручју Баден-Виртемберга. Филијални храм, који се налази у Гепингену, са црквеном салом, купљен је од Баптистичке цркве и преуређен за нову намену. Храм је освећен великим освећењем 8. маја 1993. године од Епископа средњоевропског Константина. Посвећен је Сабору Светог архангела Михаила. Оба храма су опремљена у потпуности. Све што је потребно за обављање богослужења и обреда део је инвентара храма. Храмови су украшени дуборезним иконостасима који су рад монаха из манастира Високих Дечана на Косову и Метохији.

## Парохијски дом
У саставу храма налази се парохијски центар „Св. књаз Лазар”. У њему се редовно сваке суботе одржавају часови верске наставе при допунској школи на српском језику за ђакe у четири разреда. Поред тога постоји и група деце предшколског узраста. У Гепингену одржава се настава у храму за децу из Ајслингена и Гепингена. Поред тога свештеници предају православну веронауку једанпут месечно у Ројтлингену, Хајлброну, Винендену, Шорндорфу и Калву. У граду Зинделфинген деца су распоређена по узрасту у два разреда.

## Црквени хор
„Св. књаз Лазар” основан је 1998. године и редовно пева на богослужењима. Коло српских сестара основано је 1993. године. Чланице Кола активно учествују у управи и мисији Цркве. Свештеници учествују при сусретима и конференцијама свих православних свештеника на територији Штутгарта. Обилазак затвореника од стране свештеника је редован, а парохијски билтен штампа се и редовно дели у храмовима. Свештеници су део Радне заједнице хришћанских цркава (ACK) и на градском и на покрајинском нивоу.
Свештеници који су служили и служе на парохији:
- Протојереј Озрен Туцаков (1971—1978);
- Протонамјесник Слободан Миљевић (1978—2014);
- Протојереј Маринко Радмило (1995—2004)
- Протојереј Братислав Божовић (2004—2014);
- Ђакон Драгослав Ћорковић (1998—2015);
- Протонамјесник Предраг Гајић (2014—2015);
- Протонамјесник Радослав Пајић (2014—2016);
- Протојереј Станко Ракић (2014 - );
- Протојереј-ставрофор Борисав Симић (2015 - );
- Протојереј Драгослав Ћорковић (2015 - );
- Протонамјесник Миленко Бакмаз (2016 - );
- Ђакон Бојан Јарић (2016 - );
- Протојереј Славенко Савић (2020 - );